# Interstate 14
Interstate 14 (I-14), também conhecida como 14th Amendment Highway (Rodovia da 14ª Emenda), Gulf Coast Strategic Highway (Rodovia Estratégica da Costa do Golfo) e Central Texas Corridor (Corredor Central do Texas), é uma rodovia interestadual que atualmente está localizada inteiramente na região central do Texas, seguindo a U.S. Highway 190 (US 190). A parte da rota que foi construída e sinalizada até o momento, o Corredor Central do Texas ao longo da US 190 a oeste da I-35, foi oficialmente designada como I-14 pelo Fixing America's Surface Transportation Act (FAST Act), assinado pelo presidente Barack Obama em 14 de dezembro de 2015.
A proposta da "Rodovia da 14ª Emenda" teve origem no projeto de lei de transporte de 2005, a Safe, Accountable, Flexible, Efficient Transportation Equity Act: A Legacy for Users (Lei de Equidade de Transporte Seguro, Responsável, Flexível e Eficiente: Um legado para os usuários). A rota foi inicialmente planejada para ter um terminal ocidental em Natchez, Mississippi (mais tarde na I-49 perto de Alexandria, Luisiana), estendendo-se para o leste através da Luisiana, Mississippi e Alabama, antes de terminar em Augusta, Geórgia, ou North Augusta, Carolina do Sul. Os defensores da Rodovia Estratégica da Costa do Golfo propuseram posteriormente estender a I-14 até a I-10 perto de Fort Stockton e a junção da US 277 com a I-10 perto de Sonora, Texas. O estudo e o planejamento da I-14 continuaram devido ao apoio e ao interesse do Congresso e dos departamentos de rodovias estaduais associados. O corredor da I-14, se finalmente construído, forneceria uma ligação estratégica nacional a várias bases militares importantes e aos principais portos das costas do Golfo e do Atlântico usados para implantações no exterior em seis estados, do Texas à Carolina do Sul.
Em 15 de novembro de 2021, o presidente Joe Biden assinou a Infrastructure Investment and Jobs Act (Lei de Investimentos em Infraestrutura e Empregos), que designou os componentes do corredor da Gulf Coast Strategic Highway entre Brady, Texas (incluindo bifurcações para a I-20 em Midland e I-10 no Condado de Pecos, Texas) e Augusta, Geórgia, como High Priority Corridors, formando uma futura extensão da I-14.